# Kommen bröder, nu vi tåga
Kommen bröder, nu vi tåga är en psalmtext ur sångboken Väckelse- och lofsånger. De 4–5 verserna är 6-radiga och de bägge sista raderna sjungs i repris. Texten är författad av Otto Alfred Ottander. Emil Gustafson valde bibelcitatet Se, vi gå upp till Jerusalem. Matteusevangeliet 20:18 till denna psalm. Ottanders femte vers är inte medtagen i Hjärtesånger 1895. Psalmen inleds med "Kommen, bröder, vi nu tåga".

## Publicerad i
- Herde-Rösten 1892 som nr 180 med titeln "Se, Guds Lam!" under rubriken "Jesu lidande och död".
- Hjärtesånger 1895 som nr 61 under rubriken "Jesu lif, lidande och död."